# Звёздный путь: Энциклопедия
Звёздный путь Энциклопедия: справочное руководство в будущее (англ. The Star Trek Encyclopedia: A Reference Guide to the Future) — фантастическая энциклопедия, описывающая вымышленный мир во вселенной «Звёздный путь». Впервые была издана в 1994 году Майклом Окудой и Дениз Окудой, продюсерами сериалов «Звёздный путь: Следующее поколение», «Звёздный путь: Глубокий космос 9» и «Звёздный путь: Вояджер», совместно с Дебби Мирек. Иллюстрации Дага Дрекслера.

## Общее представление
Энциклопедия содержит подробную информацию о персонажах, планетах, технологиях и звездолётах франшизы «Звёздный путь», а также краткие эпизоды и краткие обзоры фильмов. Организована в алфавитном порядке и изобилует иллюстрациями, многие из которых в более поздних изданиях появились в цвете.
Энциклопедия в основном охватывает материалы из телесериалов франшизы «Звёздный путь», которые, по словам Джина Родденберри, являются каноническими в «Звёздном пути». Она включает в себя оригинальную информацию. Учитывая, что эта информация является частью официально лицензированной публикации, но фактически не включена в фильмы и сериалы «Звёздного пути», её каноничность оспаривается[кем?].
Некоторые материалы энциклопедии содержат закулисную информацию, выделенную курсивом.
В отличие от Технического руководства Звёздного пути: Следующее поколение, энциклопедия не делает никаких подробных предположений о технологии вселенной «Звёздный путь».

## История публикации
Энциклопедия была вдохновлена предыдущей книгой той же команды авторов — «Звёздный путь: Хронология», заказанной непосредственно Джином Родденберри как способ обеспечения непрерывности повествования в «Звёздном пути». Майкл Окуда разработал «рабочий лист» для записи названий эпизодов, серийных номеров эпизодов, стандартов и любых новых кораблей, персонажей или технологий.
На сегодняшний день вышло три издания в твердом переплете и мягкой обложке: первое издание (ISBN 0-671-88684-3) было опубликовано в 1994 году; второе (ISBN 0-671-53607-9) — в 1997 году. Самое последнее издание (ISBN 0-671-53609-5), опубликованное в 1999 году, включает материалы до конца «Звёздный путь: Глубокий космос 9», пятого сезона «Звёздный путь: Вояджер» и фильма «Звёздный путь: Восстание», но в качестве не сопоставленного дополнения. Поздняя печатная версия была дополнена аналогичной электронной версией «Star Trek Omnipedia». Носитель CD-ROM позволил издателям Simon & Schuster включать видеоклипы. Версия была выпущена для Windows и Macintosh (ISBN 0-684-87413-X) и была интерактивной. Это издание не было опубликовано издательством Pocket Books. Paramount Pictures является владельцем авторских прав.
Со времён последнего издания в 1999 году энциклопедия достаточно устарела, в ней отсутствует информация из последних четырёх фильмов франшизы («Звёздный путь: Возмездие», «Звёздный путь» (2009), «Стартрек: Возмездие», «Стартрек: Бесконечность»), последние два сезона сериала «Звездный путь: Вояджер» и последнего сериала «Звёздный путь: Энтерпрайз». Издавать обновленную версию энциклопедии не планировалось, так как в последние годы её полезность была вытеснена онлайновыми цифровыми ресурсами, такими как Memory Alpha.
Во время ежегодной конференции «Звёздный путь» в августе 2015 года в Лас-Вегасе презентовано обновлённое издание энциклопедии в 2016 году, в 50-ю годовщину «Звёздного пути». Обновлённое издание состоит из 1056 страниц. Согласно сообщению на StarTrek.com 8 августа 2015 года, во время конвенции в Лас-Вегасе, объявлялось, что обновленная версия будет иметь «300 новых страниц», которые будут охватывать сериалы «Звездный путь: Вояджер» (4-7 сезоны), «Звездный путь: Энтерпрайз» (1-4 сезоны), фильм «Стартрек: Возмездие» и будет содержать информацию Джей-Джей Абрамса о перезагрузке франшизы. Версия будет «двухтомным изданием в твердом переплете» стоимостью $99. Переработанное издание 2016 года было опубликовано Harper Design 18 октября 2016 года за $150. В интервью 2016 года журналу Geek Speak Дениз Окуда заявила, что в издании 2016 года «в два, может быть, в три раза больше текста, чем в оригинале, и более чем в три раза больше фотографий и иллюстраций.»